# Sandro Bondi
Sandro Bondi (ur. 14 maja 1959 w Fivizzano) – włoski polityk, parlamentarzysta, od 2008 do 2011 minister kultury.

## Życiorys
Ukończył studia z zakresu filozofii na Uniwersytecie w Pizie.
Początkowo działał w Federacji Młodzieży Komunistycznej i Włoskiej Partii Komunistycznej. Kierował PCI w Fivizzano, był też przewodniczącym rady tej miejscowości. W 1992 doprowadził do zerwania lokalnej koalicji z socjalistami i jednocześnie do porozumienia z chadekami. Po krytyce ze strony działaczy partii komunistycznej, odszedł z tego ugrupowania.
Za pośrednictwem rzeźbiarza Pietra Cascelliego poznał Silvia Berlusconiego. Przystąpił do Forza Italia, został jednym z najbliższych współpracowników i doradców przywódcy tego ugrupowania, a także najbardziej znanym ekskomunistą w tym stronnictwie. Na polecenie Silvia Berlusconiego w trakcie kampanii wyborczej w 2001 przygotował album Una storia italiana poświęcony liderowi centroprawicy.
Od 2001 do 2008 sprawował mandat posła do Izby Deputowanych XIV i XV kadencji. Po zwycięstwie Ludu Wolności i jego koalicjantów w przedterminowych wyborach w 2008, w których sam został senatorem XVI kadencji, w nowym rządzie Silvia Berlusconiego objął kierownictwo resortu kultury. Urząd ten sprawował do 2011. W 2013 wybrany na senatora XVII kadencji.